# Scooby-Doo e la leggenda del vampiro
Scooby-Doo e la Leggenda del Vampiro (Scooby-Doo and the Legend of the Vampire) è un film del 2003 prodotto da Warner Bros. Animation e Hanna-Barbera. È stato presentato in anteprima il 4 marzo.
Questo film è stato il primo lavoro di produzione di Joseph Barbera senza lo storico partner di lunga data William Hanna (a seguito della sua morte avvenuta il 22 marzo 2001) ed è uno dei due film direct-to-video per riunire il doppiaggio storico del 1970-73 Frank Welker, Casey Kasem, Nicole Jaffe e Heather North. Da quando Don Messick (la voce originale di Scooby) è morto nel 1997, Welker fornisce la voce di Scooby per la prima volta (oltre a dare voce a Fred Jones). In Italia il film è stato distribuito il 22 ottobre 2003.

## Trama
Dopo aver risolto molti misteri e smascherato mostri di ogni genere, la Mystery Incorporated va in crociera con destinazione Australia, ma il loro spirito di avventura non si accontenta delle spiagge e la gang decide di attraversare tutto l'outback per arrivare al festival della roccia del vampiro. Purtroppo vengono subito a sapere da uno degli organizzatori, Daniel, che un partecipante è stato rapito da un gigantesco vampiro e dai suoi tre scagnozzi e, come se non bastasse, pare che i tre vampiri un tempo fossero una band che partecipava al festival.
Non rimane che travestirsi da band musicale per salvare sia il festival che degli amici vecchi e nuovi.
Prendendo il caso, Fred Jones iscrive la Mystery Inc. al concorso per attirare fuori la Yowie Yahoo. Mentre si allenano, vengono avvicinati dall'ex manager di Wildwind, Jasper Ridgeway, e dalla sua attuale band, i Bad Omens. Sospettosi di Ridgeway, che sospettano possa costringere i Bad Omens a travestirsi da vampiri per spaventare la concorrenza, la Mystery Inc. si divide. Fred, Daphne Blake e Velma Dinkley indagano sulla roulotte di Ridgeway, dove scoprono che Ridgeway ha nascosto dei ricordi di Wildwind e lo scoprono mentre cerca di convincere le Hex Girls a firmare per lui come loro manager. Nel frattempo, Shaggy Rogers e il suo cane Scooby-Doo rimangono vicino alle bancarelle del cibo, ma vengono attaccati da Wildwind, che in seguito rapisce le Bad Omens e le Hex Girls.
Inseguendo Wildwind nelle grotte vicine, Shaggy e Scooby restano fuori mentre Fred, Daphne e Velma si avventurano all'interno. Il trio inciampa su una macchina fotografica e un'attrezzatura cinematografica usata prima di essere inseguiti dai vampiri. Saltano in una pozza d'acqua per sfuggire a loro, salvando Shaggy e Scooby da un branco di dingo nel processo. I vampiri mettono all'angolo la banda, ma i dingo li spaventano temporaneamente. Lo Yowie Yahoo tenta di attaccare il gruppo, ma il collare di Scooby riflette l'alba che si avvicina, dissipandola. Apparentemente immune al sole, Wildwind torna a inseguire la banda finché loro e Daniel non li intrappolano. La banda successivamente smaschera Wildwind, rivelando Russell e Two Skinny Dudes. Spiegano che volevano riunirsi come Wildwind e ricominciare la loro carriera, solo per scoprire che non era loro permesso partecipare al concorso. Per rappresaglia, modificarono i loro costumi per farli assomigliare di più ai vampiri, crearono un ologramma di Yowie Yahoo, mandarono la maggior parte delle loro concorrenti rapite a fare immersioni subacquee gratuite nella Grande Barriera Corallina e lasciarono le Hex Girls per morte nell'outback quando si rifiutarono. Dopo aver salvato le Hex Girls, Malcolm le riporta sane e salve mentre Wildwind viene arrestato e Daniel nomina la Mystery Inc. vincitrice del concorso per impostazione predefinita. La gang e le Hex Girls mettono in scena uno spettacolo celebrativo.

## Doppiaggio
| Personaggio             | Doppiatore originale     | Doppiatore italiano  |
| ----------------------- | ------------------------ | -------------------- |
| Scooby-Doo              | Frank Welker             | Pietro Ubaldi        |
| Shaggy Rogers           | Casey Kasem              | Diego Sabre          |
| Fred Jones              | Frank Welker             | Gabriele Calindri    |
| Daphne Blake            | Heather North            | Jasmine Laurenti     |
| Velma Dinkley           | Nicole Jaffe             | Giulia Franzoso      |
| Daniel Illiwara         | Phil LaMarr              | Patrizio Prata       |
| King                    | Phil LaMarr              | Alberto Olivero      |
| Jasper Ridgeway         | Jeff Bennett             | Riccardo Peroni      |
| Jack                    | Jeff Bennett             | Luca Bottale         |
| Malcolm Illiwara        | Kevin Michael Richardson | Antonio Paiola       |
| Thorn                   | Jennifer Hale            | Paola Della Pasqua   |
| Queen                   | Jennifer Hale            |                      |
| Dusk                    | Jane Wiedlin             | Elda Olivieri        |
| Luna                    | Kimberly Brooks          |                      |
| Russell/Dark Skull      | Michael Neill            | Marco Balzarotti     |
| Matt Marvelous          | Michael Neill            | Massimo Di Benedetto |
| Harry/Stormy Weathers   | Tom Kenny                | Lorenzo Scattorin    |
| Barry/Lightning Strikes | Tom Kenny                | Gianluca Iacono      |